# Antonino de Mérida
Antonino de Mérida o simplemente Antonino fue obispo de  Mérida entre los años anteriores al 445 hasta después del año 448. Al desconocerse el año de fallecimiento de su predecesor Gregorio ni tampoco el primer año de pontificado de Antonino, no se sabe si entre estos dos prelados hubo algún otro o no. Tampoco  Tomás Tamayo tiene noticias de este obispo en «Apospasmation de Rebus Emeriténsibus» ni tampoco Moreno de Vargas en su «Historia».
El nombre de «Antonino» aparece en el «Chronicon» de Idacio hacia el año 445 al referir los sucesos de los herejes  maniqueos y  priscilianistas que se refugiaron en Astorga. Estos fueron descubiertos y juzgados por  Santo Toribio y por el obispo Idacio que fue quien puso estos sucesos por escrito y lo remitió al obispo de Mérida «Antonino» según el siguiente escrito: 

«In Asturicensi urbe Gallaciae quidam ante alliquot annos latentes Manichaei gestis Episcopalibus deteguntur, quae ad Idatio at Toribio Episcopis, qui eos audieram, ad Antoninum Emeritensem Episcopus directa sunt.»
«En Astorga, ciudad de Galicia, son descubiertos ciertos maniqueos que hacía algunos años permanecían ocultos, instruyéndose al efecto diligencias episcopales, que los obispos Idacio y Toribio, que los habían juzgado, remitieron a Antonino, obispo de Mérida.» 

Esto demuestra que Antonino era obispo de Mérida y que le pusieron sobre aviso ya que Antonino también era obispo de «La Lusitania» que, al lindar con Galicia, temieron que la herejía se extendiera a la iglesia de Antonino. El propio Idacio escribe en su «Chronicon» en el año 448 que un hereje maniqueo llamado Pascencio, natural de Roma fue cogido por Antonino en Mérida. Idacio dice: «Pascentium quemdam urbis Romae, qui de Asturica diffugerat, Manichaeum, Antonius Episcopus Emeritae comprehendit». El obispo Antonino oyó a Pascencio, examinó la causa y decidió expulsarlo de su provincia tal como indica el propio Idacio en un escrito posterior: «Auditoque etiam de Provincia Lusitania facit expelli. anno 448». En este escrito se comprueba que Antonino actuó no solo como obispo de Mérida sino como cabeza de su «provincia eclesiástica».